# 한국산림토석협회
한국산림토석협회(韓國山林土石協會)는 채석관련 제도개선 및 기술향상으로 채석업의 건전한 발전을 도모하고, 석재자원의 개발로 국가산업 발전에 기여함을 목적으로 설립된 특수법인이다. 대전광역시 중구 안영동 689-5 한국양묘협회 2층에 위치하고 있다.
홈페이지 주소는 http://www.koqa.or.kr이다.

## 설립 근거
- 산지관리법 제36조의2[1]